# 長野市民病院
長野市民病院（ながのしみんびょういん、Nagano Municipal Hospital）は長野県長野市にある医療機関。地方独立行政法人長野市民病院が開設運営する病院である。

## 沿革
- 1976年（昭和51年）12月13日 - 市制80周年記念事業において、病院設置の要望が多かったことから、第3回市制80周年記念行事推進委員会において、市制80周年記念事業の一つとして市民総合病院の建設を決定する。
- 1991年（平成3年）3月30日 - 長野県知事から病院開設許可を受ける。
- 1991年（平成3年）4月12日 - 長野県知事より設立認可され、財団法人長野市保健医療公社を設立する。
- 1995年（平成7年）4月1日 - 財団法人長野市保健医療公社へ管理委託を開始する。
- 1995年（平成7年）6月1日 - 長野県長野市が開設し、財団法人長野市保健医療公社が指定管理者として運営を開始する。
- 2016年（平成28年）4月1日 - 長野県知事より設立認可され、長野県長野市が地方独立行政法人長野市民病院を設立する。公益財団法人長野市保健医療公社を解散。

## 診療科目
- 内科
- 神経内科
- 血液内科
- 呼吸器内科
- 消化器内科
- 循環器内科
- 腎臓内科
- 内分泌・代謝内科
- 緩和ケア内科
- 小児科
- 外科
- 消化器外科
- 呼吸器外科
- 乳腺外科
- 脳神経外科
- 整形外科
- 形成外科
- 皮膚科
- 泌尿器科
- 婦人科
- 眼科
- 耳鼻咽喉科
- リハビリテーション科
- 放射線診断科
- 放射線治療科
- 麻酔科
- 歯科
- 歯科口腔外科
- 救急科
- 病理診断科
- 精神科・心療内科

## 所在地
- 〒381-8551 長野県長野市大字富竹1333-1

## 交通
- 長野電鉄長野線柳原駅より徒歩15分。
- 長電バス51系統、63系統、64系統、161系統で市民病院下車。